# Melanichneumon honestus
Melanichneumon honestus là một loài tò vò trong họ Ichneumonidae.